# Heteralonia personata
Heteralonia personata är en tvåvingeart som först beskrevs av Mario Bezzi 1921.  Heteralonia personata ingår i släktet Heteralonia och familjen svävflugor. Inga underarter finns listade i Catalogue of Life.